# F-15 Strike Eagle
F-15 Strike Eagle is een computerspel dat werd ontwikkeld en uitgegeven door MicroProse Software. De programmeur was Grant Irani. Het spel werd in 1984 uitgegeven voor de Atari, maar werd later gepoort naar alle bekende homecomputers van die tijd. Het spel is een simulatie van een F-15. Het computerspel kent zeven missies in het Midden-Oosten en Azië die allen in het echt plaatsgevonden hebben in de jaren zeventig en begin jaren tachtig. Het vliegtuig is voorzien van machinegeweren, geleide raketten en bommen. Het spel heeft een arcademode en drie moeilijkheidsgraden. Er zijn twee vervolgen op het spel uitgebracht, F-15 Strike Eagle II en F-15 Strike Eagle III.

## Platforms
| Jaar | Platform                                    |
| ---- | ------------------------------------------- |
| 1984 | Atari 8-bit                                 |
| 1985 | Apple II, Atari ST, Commodore 64, PC Booter |
| 1986 | ZX Spectrum                                 |
| 1987 | Amstrad CPC, MSX, Thomson TO                |
| 1989 | PC-98                                       |
| 1992 | Game Gear, NES                              |
| 1993 | Game Boy                                    |

## Ontvangst
| Beoordeeld door                       | Platform     | Datum           | Score |
| ------------------------------------- | ------------ | --------------- | ----- |
| N-Force                               | NES          | augustus 1992   | 87%   |
| Power Unlimited                       | NES          | november 1993   | 85%   |
| Nintendo Magazine System UK           | Game Boy     | januari 1993    | 83%   |
| ACE (Advanced Computer Entertainment) | Atari ST     | december 1987   | 82%   |
| GamePro (USA)                         | NES          | januari 1992    | 60%   |
| The Video Game Critic                 | Atari 8-bit  | 25 januari 2008 | 50%   |
| Power Play                            | Game Boy     | december 1992   | 47%   |
| Computer Gaming World (CGW)           | PC Booter    | juni 1991       | 40%   |
| Computer Gaming World (CGW)           | Commodore 64 | juni 1991       | 40%   |
| The Games Machine (GB)                | Atari ST     | maart 1988      | 39%   |